# Z podwórka na Stadion o Puchar Tymbarku
Z podwórka na stadion o Puchar Tymbarku – największy turniej piłkarski dla dzieci w Polsce i w Europie. Organizatorem Turnieju jest Polski Związek Piłki Nożnej (PZPN) a od 2007 roku sponsorem głównym Turnieju jest firma Tymbark.
Do 2013 r. Turniej był Mistrzostwami Polski do lat 10, a od 2014 roku został rozszerzony o dodatkowe grupy wiekowe – w XIV edycji: U-10 i U-12, a od XV edycji: U-8, U-10, U-12. Od XVII edycji udział w rozgrywkach może wziąć praktycznie każdy uczeń szkoły podstawowej.
W rozgrywkach finałowych, które rozgrywane są na Stadionie PGE Narodowym w Warszawie, wyłaniani są mistrzowie Polski w kategorii dziewcząt i chłopców. W turnieju swoje pierwsze kroki stawiali tacy piłkarze jak Piotr Zieliński, Paulina Dudek czy Arkadiusz Milik.
Od 2016 roku Tymbark zaangażował się w realizację podobnego Turnieju w Rumunii.